# Azygophleps lilyae
Azygophleps lilyae is een vlinder uit de familie van de houtboorders (Cossidae). De wetenschappelijke naam van deze soort is voor het eerst voorgesteld door Roman Viktorovitsj Jakovlev in een publicatie uit 2011. Deze soort is vernoemd naar Lilya Ströhle, de echtgenote van Manfred Ströhle, die deze soort voor het eerst heeft ontdekt.
De soort komt voor in Tanzania (Manyara, Ruvuma).